# Bảo tàng Truyền giáo ở Miejsce Piastowe
Bảo tàng Truyền giáo ở Miejsce Piastowe (tiếng Ba Lan: Muzeum Misyjne w Miejscu Piastowym) là một bảo tàng tọa lạc tại số 24 đường Cha Markiewicza, Miejsce Piastowe, huyện Krosno, tỉnh Podkarpackie, Ba Lan.

## Lược sử hình thành
Bảo tàng Truyền giáo ở Miejsce Piastowe được thành lập vào năm 2006, và do Đức Tổng Giám mục Ignacy Tokarczuk khánh thành và thánh hiến. Trụ sở của Bảo tàng là Ngôi nhà chung của các Nữ tu Michalite tại Thánh địa Tổng lãnh thiên thần Micae và Chân phước Bronisław Markiewicz.

## Triển lãm
Bộ sưu tập của Bảo tàng Truyền giáo ở Miejsce Piastowe hiện được đặt trong bốn phòng. Bảo tàng trưng bày các bộ sưu tập có nguồn gốc từ châu Phi (Libya, Cameroon): giới thiệu trang phục, đồ trang trí, mặt nạ, nhạc cụ, vật dụng hàng ngày, đồ chơi và tranh ảnh. Bảo tàng cũng triển lãm các tài liệu về công việc truyền giáo của các nữ tu. Một trong bốn phòng được dành riêng để tưởng nhớ Sơ Anna Kaworek - người đồng sáng lập Nhà Dòng. Trong Bảo tàng còn có một cuộc triển lãm về Thánh John Paul II và Chân phước Cha Bronisław Markiewicz.

## Giờ mở cửa
Du khách có thể tham quan Bảo tàng Truyền giáo ở Miejsce Piastowe sau khi đặt trước qua điện thoại.